# Kuhberg (Dürrhennersdorf)

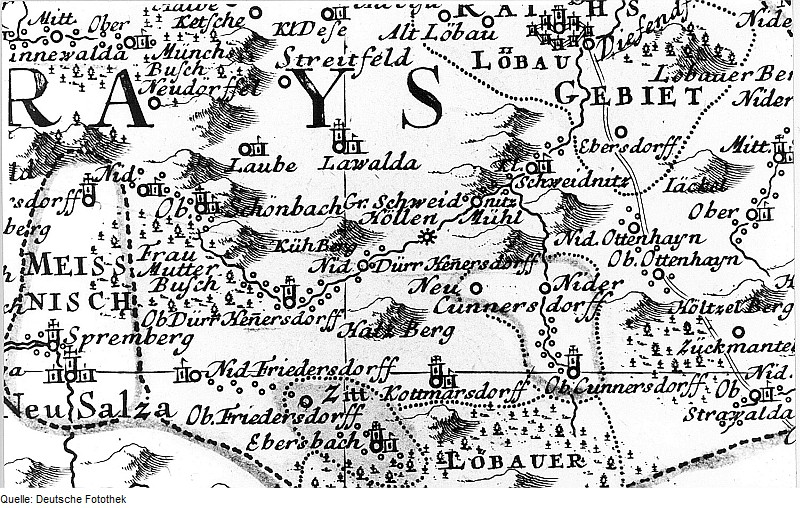
Karte von 1746 mit dem Kuhberg (Kühberg)

Der Kuhberg ist ein 433,6 Meter hoher Berg im Lausitzer Bergland nordwestlich von Dürrhennersdorf im südlichen Landkreis Görlitz.
Der Kuhberg überragt mit etwa 80 Meter das südlich und südwestlich angrenzende Muldental des Schönbacher Wassers (Schönbacher Dorfbach) mit den Schewitzer Teichen. Wie beim Hutberg und bei den Steinklunsen weist der Kuhberg am Südhang eine markante Geländetreppung auf. Dagegen fehlen auf dem Kuhberg Klippen im Unterschied zu den Steinklunsen, die mit 437 Meter annähernd die gleiche Höhe erreichen. 
Mehrere Granodioritblöcke, die verteilt an den Kuhberghängen zu finden sind, wurden entlang der ehemaligen Grenze zwischen dem Dürrhennersdorfer Bauernwald und dem Löbauer Stadtwald zu einem Steinrücken aufgetürmt.
Im Waldgebiet des Kuhberges, speziell dem ehemaligen Stadtwald, herrscht Fichtenforst vor, der zum Teil mit Lärchen und Kiefern gemischt ist. Die früheren Bauernwälder am Kuhberg dagegen bestehen aus Laubmischwald mit einer dichten Strauchschicht.
Das Verwitterungsmaterial des Granodiorits zeigt an fast allen Hangpartien im Boden seine Spuren. So kommt neben den verteilten Granodioritblöcken in den Hangbereichen vor allem tiefgründig zersetztes, vergrustes Gesteinsmaterial vor. Auf ihm haben sich verschieden stark podsolierte Braunerden herausgebildet.